# Recursos naturales de Palencia
Los recursos naturales de la provincia de Palencia son lo que se consideran componentes de la naturaleza, susceptible de ser aprovechado por el ser humano para la satisfacción de sus necesidades y que tenga un valor actual o potencial en el mercado.

## Contexto

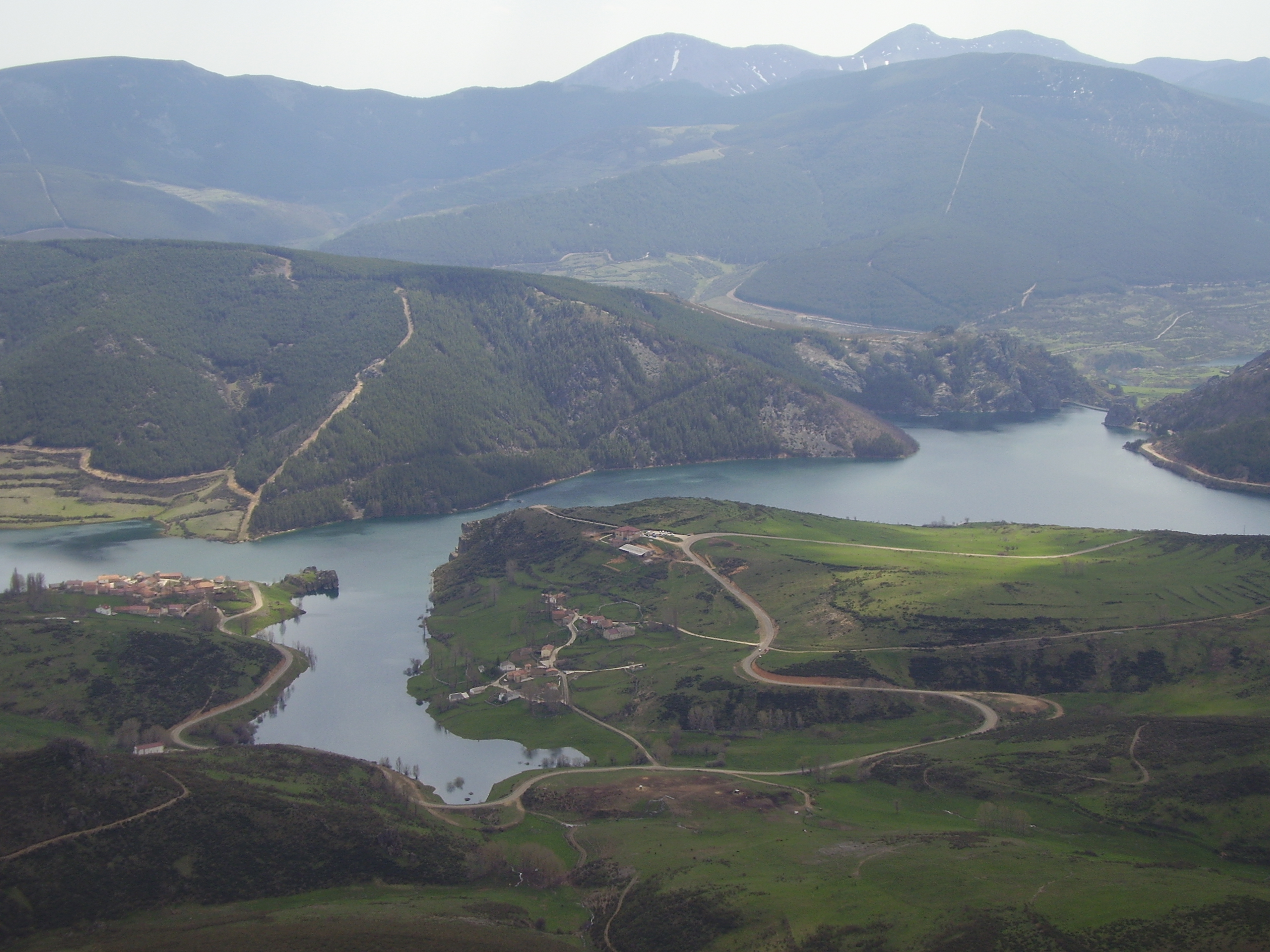
Agua del embalse de Camporredondo.

Para el desarrollo de sus actividades, las sociedades actuales precisan alimentarse continuamente de su entorno y de los distintos recursos naturales (agua, materiales y energía) y de idéntica manera expulsar cantidades variables de residuos (gaseosos, sólidos, líquidos, formas de energía). El agua, los materiales, la energía, y el suelo considerado como soporte de la actividad biológica y humana, son los recursos tratados en este volumen.el hierro como el agua

## Características

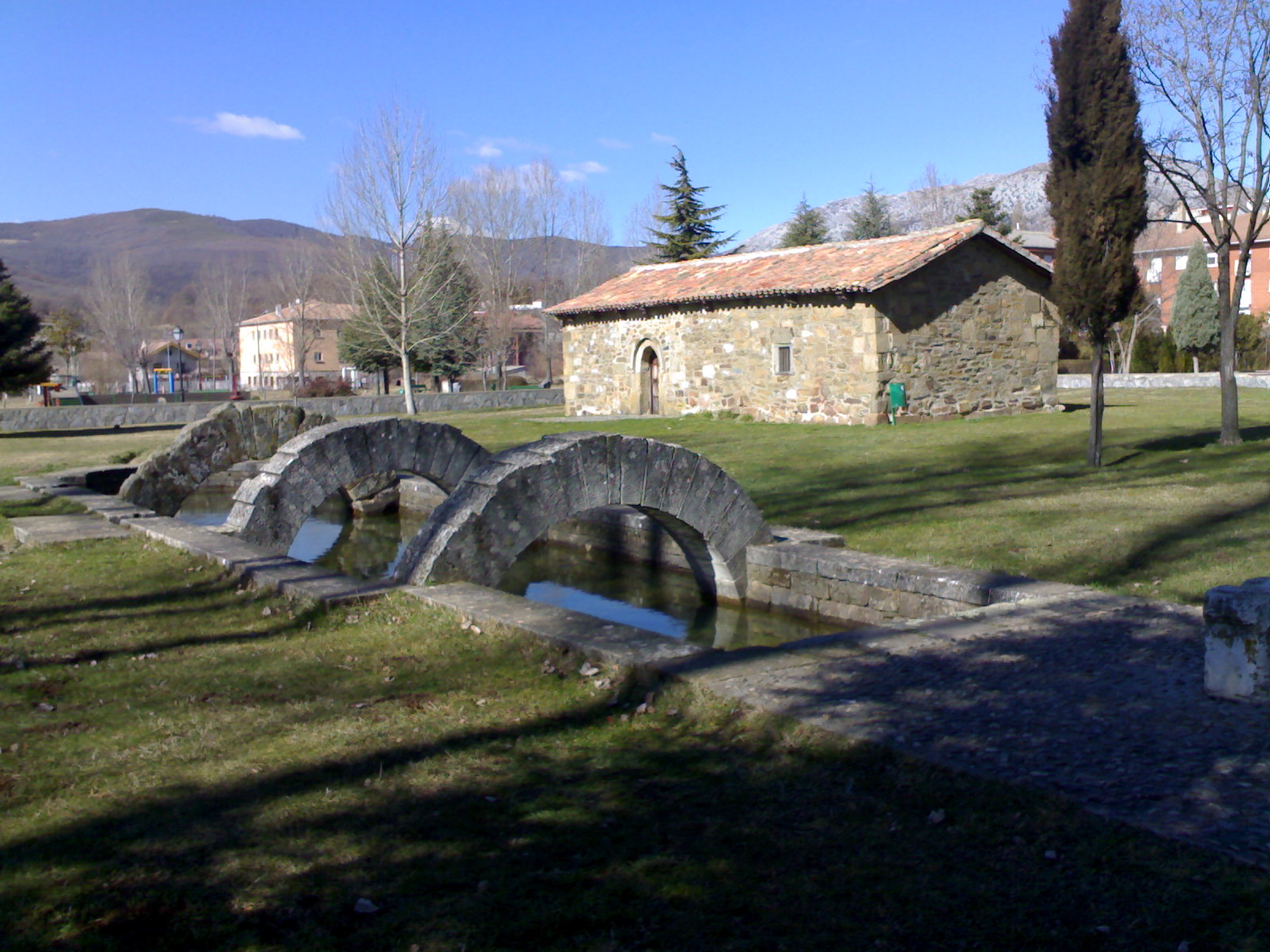
Fuentes Tamáricas de Velilla.

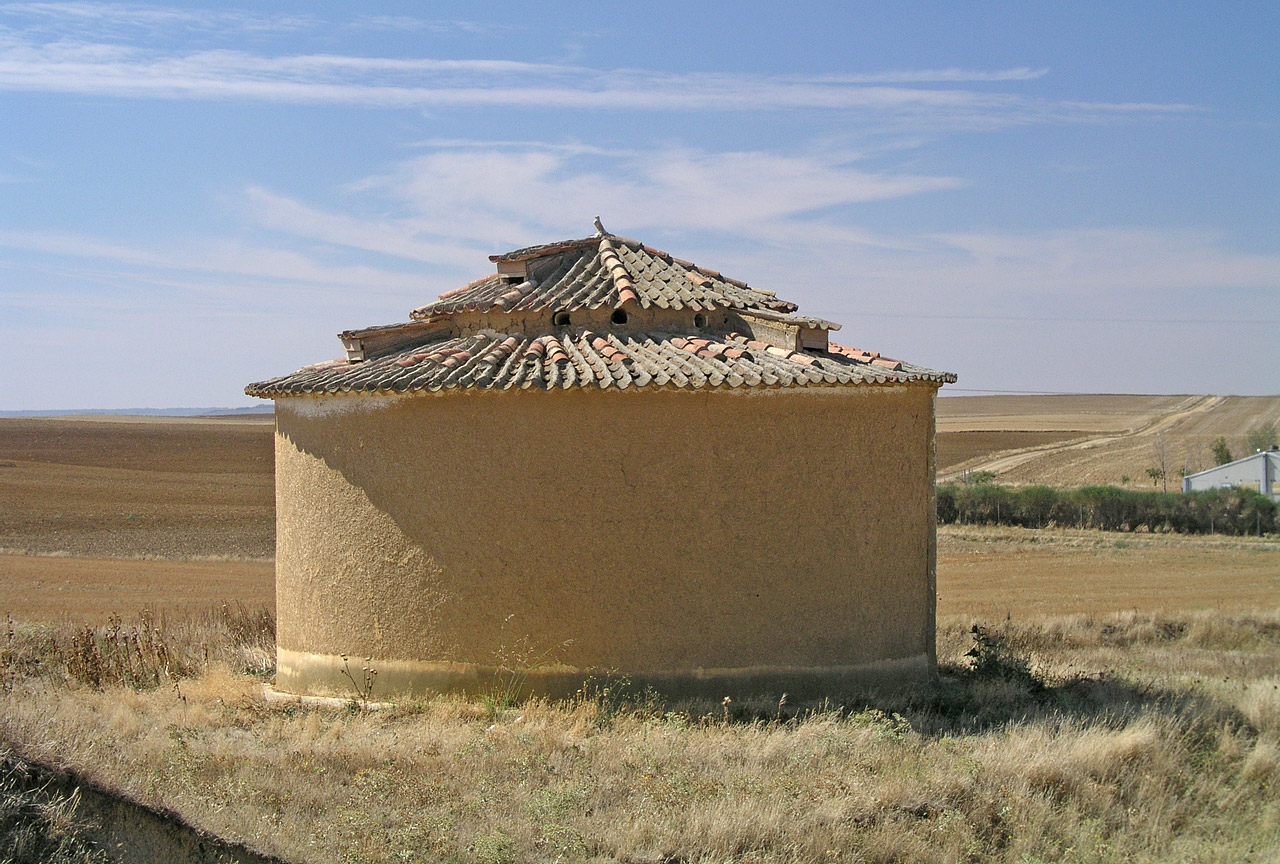
Palomar en Tierra de Campos.

- Una abundancia relativa y elevada calidad general de algunos recursos naturales como suelo, agua, minerales energéticos o determinados alimentos y materias primas industriales.
- Posee una elevada autosuficiencia hídrica, procurada por los caudales regulados en las cabeceras de los ríos Carrión y Pisuerga.
- Un significativo aprovechamiento material en general de los residuos agrícolas y ganaderos.
- El desarrollo de nuevas infraestructuras ambientales (depuradoras, plantas de tratamiento)
- Una elevada autosuficiencia energética en electricidad.
- La participación significativa de las fuentes renovables de energía en la cobertura de las necesidades provinciales de energía primaria y final.
- El potencial de desarrollo de las fuentes de energía renovable en la provincia.

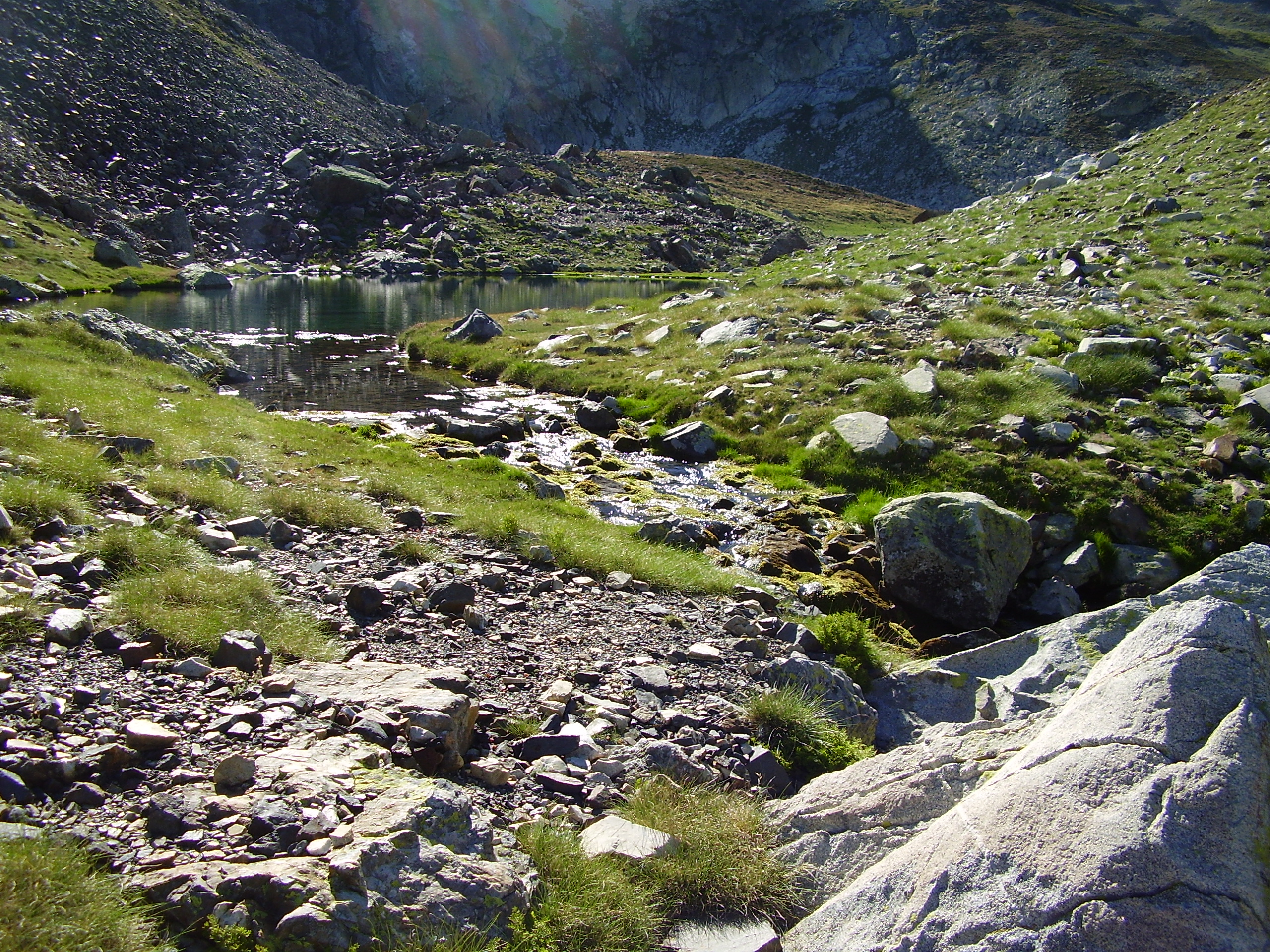
Lugar de nacimiento del río Carrión.

## Recursos hidrográficos
Nos referimos al agua como recurso natural a las aguas superficiales y subterráneas. Las principales cuencas de la provincia son el río Pisuerga y el río Carrión, afluentes del río Duero.

### Aguas minero medicinales
- En Bahillo, Brañosera, La Pernía, Otero de Guardo, Valderrábano, Velilla del Río Carrión y Villalafuente.

## Suelo
El suelo, subsuelo y las tierras por su capacidad de uso mayor: agrícolas, pecuarias, forestales y de protección.
- Comarca de Campos:
  - Tierras de cultivo: Actividad agraria de cultivo de cereal.
- Comarca de Cervera:
  - Ganadería: la comarca se dedica, casi exclusivamente, al bovino; equino en desarrollo.
  - Tierras de cultivo: apenas se ha desarrollado la agricultura debido al tipo de suelo y a las dificultades orográficas.
- Comarca de Aguilar:
  - Ganadería: predominantemente bovino, aunque destaca su baja densidad.
  - Tierras de cultivo: Sobresalen los herbáceos, y también son relevantes los terrenos forestales y los prados (con 10886 hectáreas representa el 15% de la provincia). El regadío es mayoritariamente superficial.

## Diversidad biológica

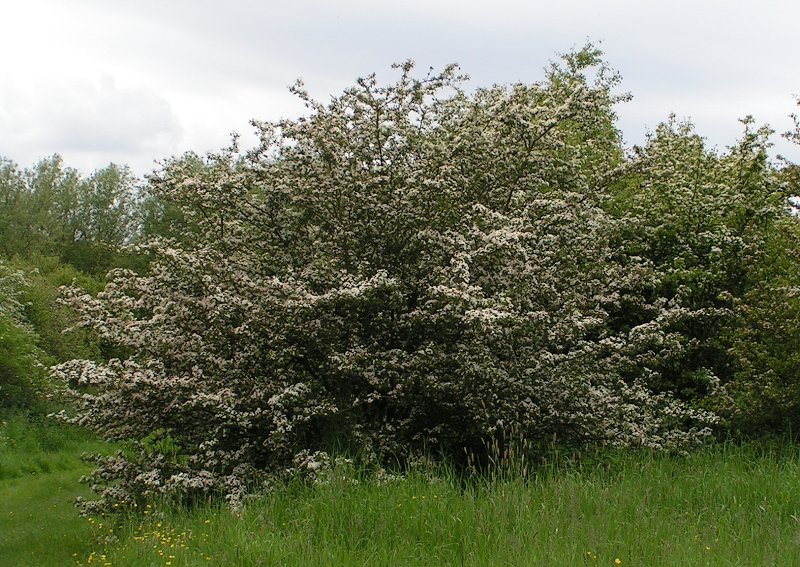
Espino común.

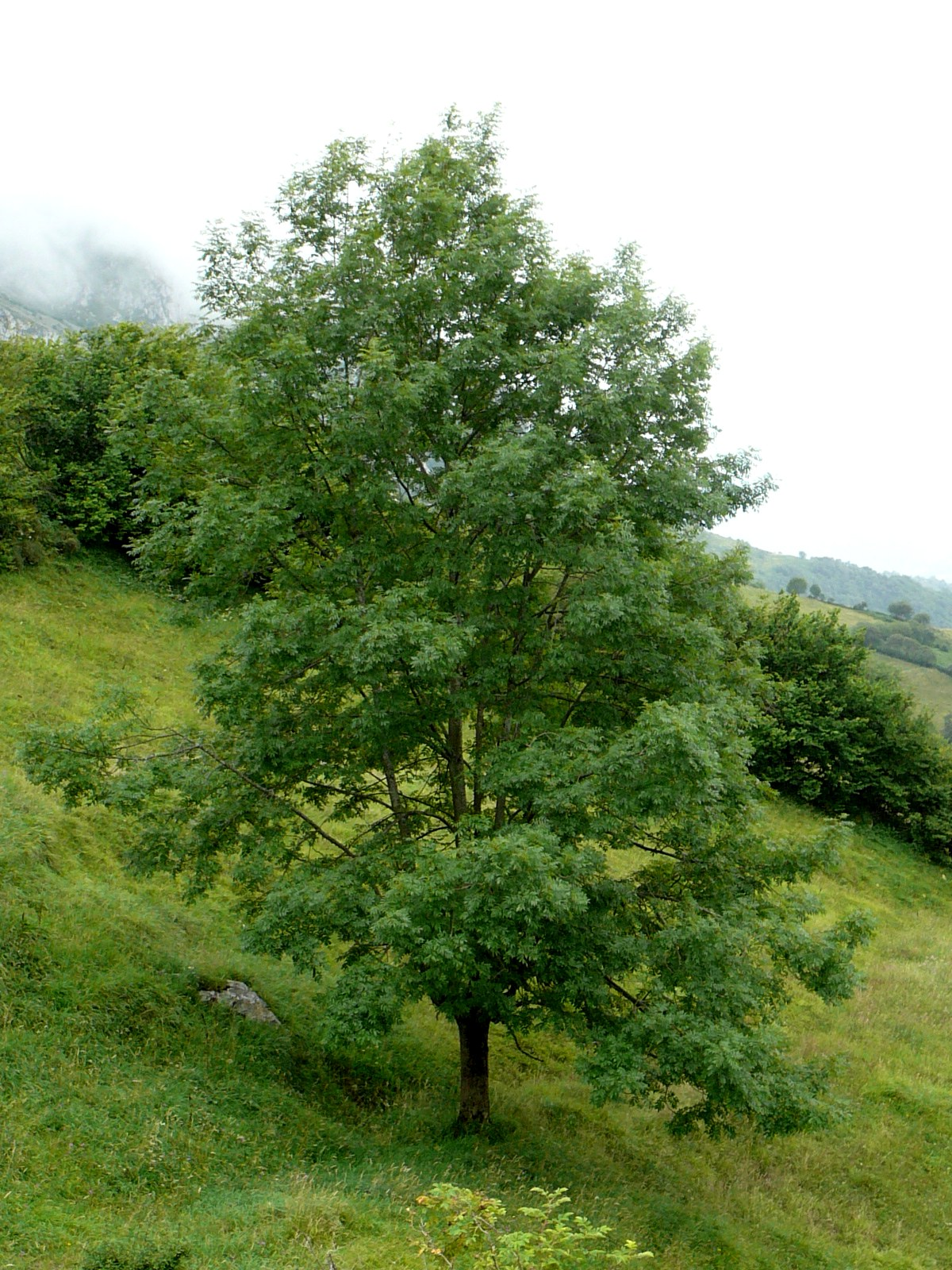
Fresno europeo.

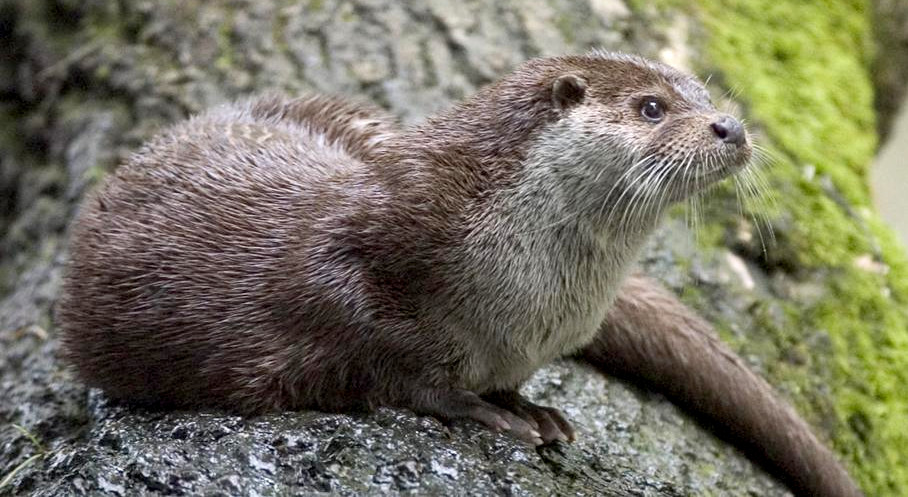
Nutria.

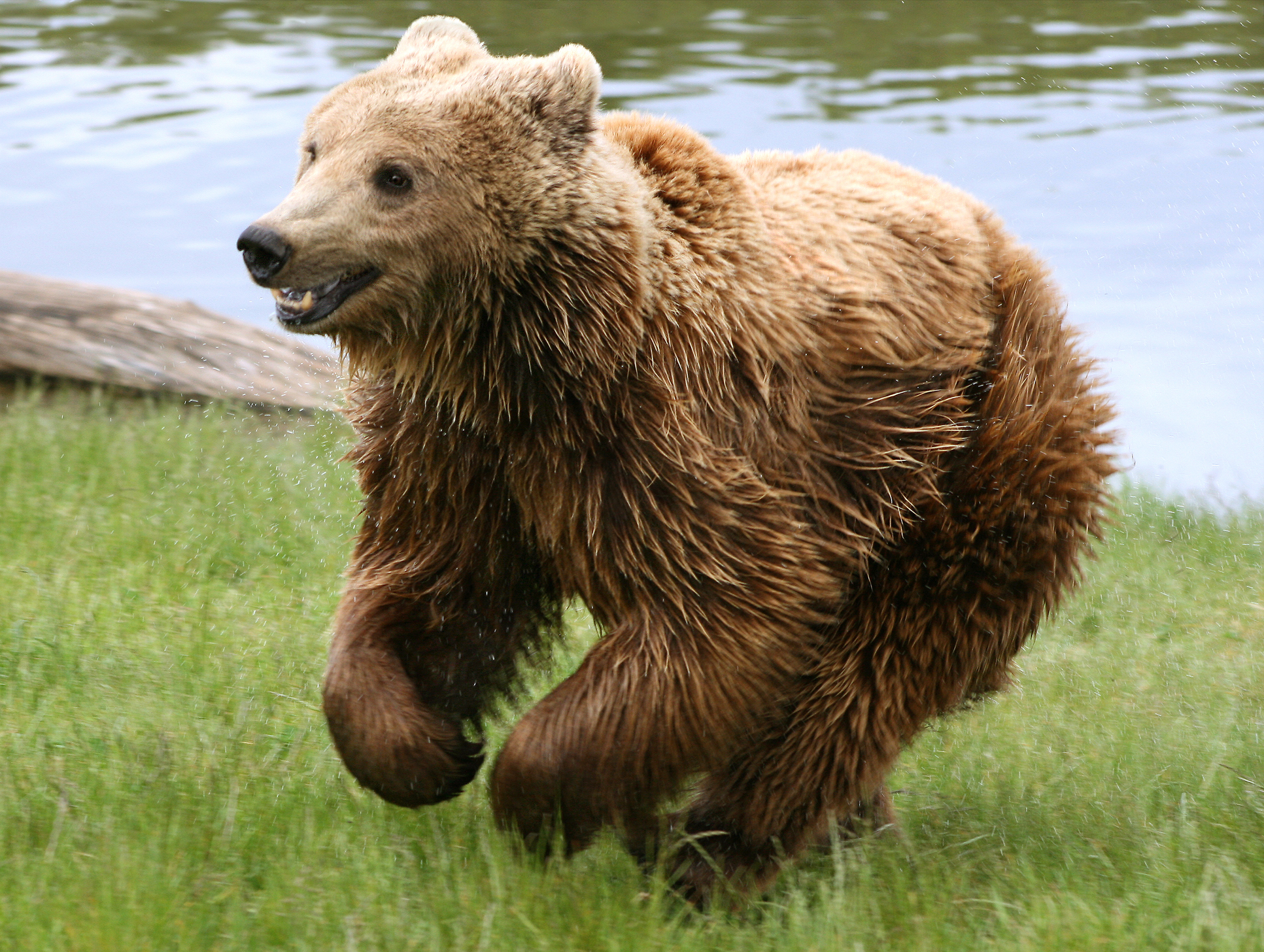
Oso Pardo.

La diversidad biológica como las especies de flora, de la fauna y de los microorganismos; los recursos genéticos, y los ecosistemas que dan soporte a la vida.

### Flora
- La vegetación de las riberas consiste en formaciones riparias, densas y de elementos altos: sauces (Salix alba y Salix fragilis), fresnos (Fraxinus excelsior), abedules (Betula alba), alisos (Alnus glutinosa) y álamos (Populus alba). Además el estrato arbustivo está constituido por distintas especies de Salix sp, predominando el Salix purpurea.
- Los pastizales y matorrales son de gran densidad y porte que oscilan entre 1 y 2 metros de altura, donde predominan leguminosas de aspecto retamoide (Cytisus scoparius, Cytisus oromediterraneus, Genista obtusiramea, Genista florida).
- El piornal incorpora especies arbustivas espinosas: espino albar (Crataegus monogyna), endrino (Prunus spinosa), rosas (Rosa spp.), etc., originando formaciones mixtas. Otras especies identificadas son: Rubus sp, Vaccinium myrtillus, Erica arbórea, Avenella flexuosa, Avenula sulfata, Agrostis capillaris,...
- En las praderas perilagunares (pastizales higrófilos, pastizales secos y nitrófilos, y pastizales de desecación estival) y el talud del Canal de Castilla (vegetación arbustiva y arbórea) destacan la vegetación de Chara spp. (asociaciones Nitelletum mucronatae, Magnonitelletum translucentis y Charetum vulgaris).
- En la vertiente sur de la Cordillera Cantábrica está poblada por escasa vegetación de especies alpinas, como saxifragas, Erodium pertraeum y pulsátila alpina.
- La Vivorera azul de Piedrasluengas (Echium italicum subsp. cantabricum), es una planta endémica.

### Fauna
- Trucha común (Salmo trutta),

la variedad existente es genéticamente pura y de gran singularidad.
- Bermejuela (Rutilus arcasii),

incluida en el anejo II, Directiva 92/43/CEE de Hábitats.
- Mirlo acuático (Cinclus cinclus),

clasificada como «De Interés Especial», según el Catálogo Nacional de Especies Amenazadas (R. D. 439/1990). Y se recoge en el anejo II de la Directiva 79/409/CEE de Aves.
- Desmán de los Pirineos (Galemys pyrenaicus),

clasificada como «De Interés Especial», según el Catálogo Nacional de Especies Amenazadas (R. D. 439/1990). Y se recoge en el anejo II de la Directiva 92/43/CEE de Hábitats.
- Nutria (Lutra lutra),

clasificada como «De Interés Especial», según el Catálogo Nacional de Especies Amenazadas (R. D. 439/1990). También se encuentra en los anejos I, II* y IV de la Directiva 92/43/CEE de Hábitats.
- Oso pardo (Ursus arctos),

clasificada como «En Peligro de Extinción», según el Catálogo Nacional de Especies Amenazadas (R. D. 439/1990). Y en el anejo I, II* y IV de la Directiva 92/43/CEE de Hábitats.

## Naturaleza gastronómica

### Productos de Origen Vegetal
- Lentejas pardinas de Tierra de Campos
  - Nombre del producto: Lens culinaris (lenteja).
  - Variedad: Pardina
  - Época de producción: verano
  - Zona de producción: Tierra de Campos
- Pimiento de Torquemada
  - Nombre del producto: Capsicum annuum (pimiento)
  - Variedad: Torquemada
  - Época de producción: Fin del verano-otoño
  - Zona de producción: Huertas de la comarca de El Cerrato palentino
- Patata de la Ojeda y la Valdavia
  - Nombre del producto: Solanum tuberosum (patata).
  - Numerosas variedades
  - Época de producción: otoño
  - Zona de producción: Comarcas de La Ojeda y La Valdavia
- Cebolla de Palenzuela
  - Nombre del producto: Allium cepa (cebolla).
  - Variedad: Ocal
  - Época de producción: verano-otoño
  - Zona de producción: Huertas de los ríos, Pisuerga y Carrión
- Guisantes de Palencia
  - Nombre del producto: Pisum sativum (guisantes)
  - Numerosas variedades
  - Época de producción: primavera
  - Zona de producción: Huertas de toda la provincia de Palencia
- Garbanzos de Tierra
  - Nombre del producto: Cicer arietinum (garbanzos).
  - Nuevas Variedades de invierno
  - Época de producción: verano
  - Zona de producción: Tierra de Campos
- Alubias de Saldaña
  - Nombre del producto: Phaseolus vulgaris (alubia). Nuevas
  - Época de producción: otoño
  - Zona de producción: Vega de Saldaña

### Productos de origen animal
- Lechazo Churro
  - Producto: Lechazo de Castilla y León de raza churra
  - Época de producción: Todo el año
  - Zona de producción: Toda la provincia, pero prioritariamente las Comarcas de Cerrato y Tierra de Campos

- Carne de Cervera y Montaña Palentina
  - Producto: Ternera lechal, ternera tradicional y añojo de la raza pardo alpina, limousine o sus cruces en 1ªgeneración
  - Época de producción: Todo el año
  - Zona de producción: Montaña Palentina

- Palominos de Tierra de Campos
  - Producto: Palominos de paloma zurita
  - Época de producción: primavera- verano
  - Zona de producción: Comarca de Tierra de Campos

- Embutidos de Palencia
  - Producto: Chorizo, salchichón, longaniza, lomo
  - Época de producción: Todo el año
  - Zona de producción: Toda la provincia

- Morcillas de Palencia
  - Producto: Morcilla de cebolla de Palencia
  - Época de producción: Todo el año
  - Zona de producción: Toda la provincia

- Cecina y Jamón de Villarramiel
  - Producto: Cecina y jamón de equino
  - Época de producción: Todo el año
  - Zona de producción: Villarramiel

- Patés y derivados del pato
  - Producto: Foie, patés, mousse de foie gras, confit, Jamón de pato, maigret, mollejas, etc.
  - Época de producción: Todo el año
  - Zona de producción: Villamartín de Campos

- Conservas de Aves
  - Producto: Gallo de corral, capón y poularda Confitados, conservas y semiconservas de aves y caza: perdiz, codorniz, liebre, conejo, ciervo, jabalí, pichón, canetón, etc.
  - Época de producción: Todo el año
  - Zona de producción: Villamuriel de Cerrato

- Conservas y Salazones
  - Producto: Conservas de túnidos en aceite y escabeche. Filete de anchoa en aceite, salazón de anchoa, boquerón en vinagre.
  - Época de producción: Todo el año
  - Zona de producción: Baltanás

- Anchoas
  - Producto: Semiconserva de filete de anchoa en aceite vegetal.
  - Época de producción: Todo el año
  - Zona de producción: Herrera de Pisuerga

- Miel
  - Producto: Miel, polen y jalea real
  - Época de producción: primavera-verano
  - Zona de producción: Toda la provincia

## Espacios Naturales Protegidos

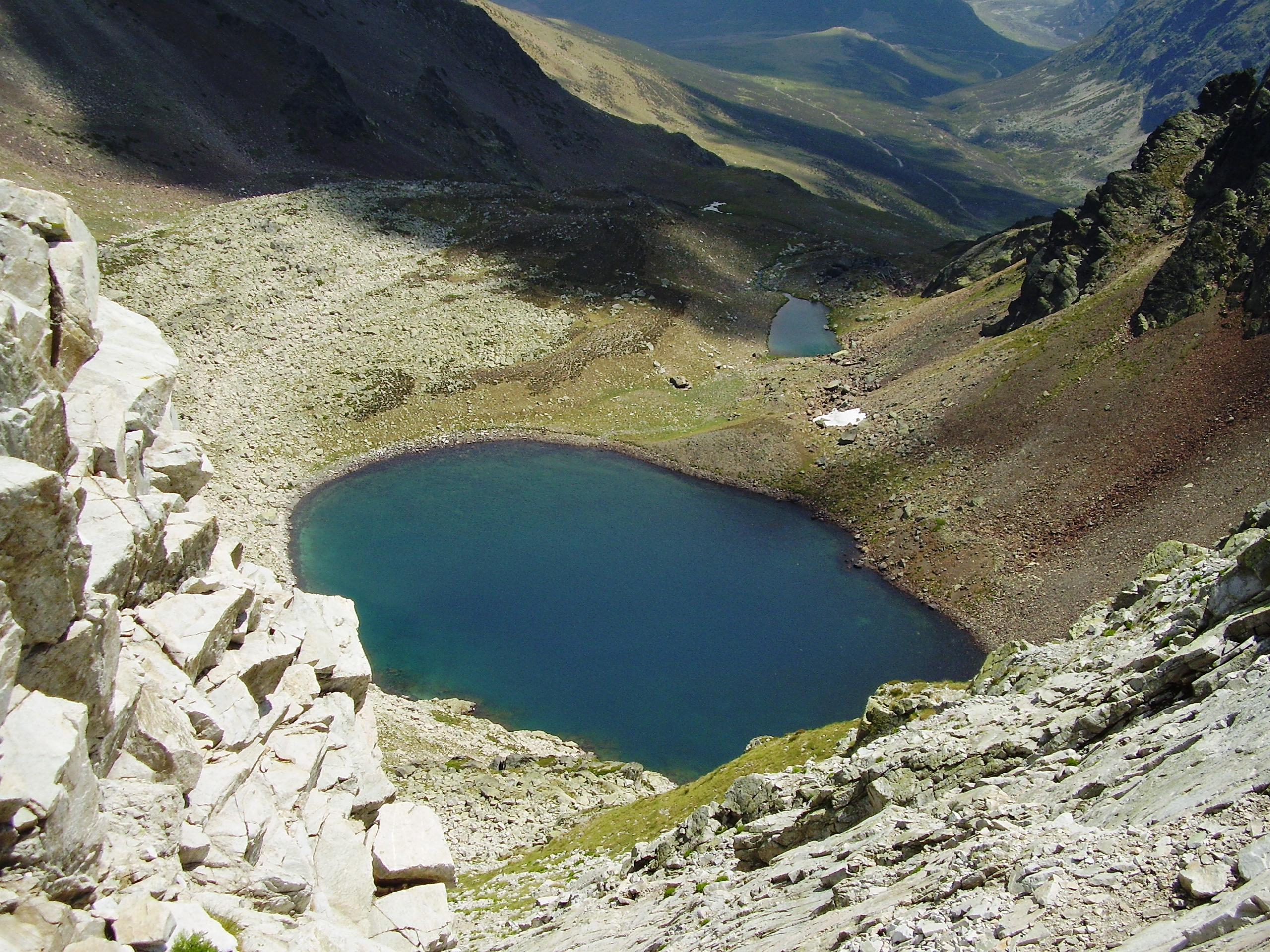
Laguna glaciar de Fuentes Carrionas.

- Red Natura 2000. El proyecto se desarrolla en el Lugar de Importancia Comunitaria (LIC) y Zona de Especial Protección para las Aves (ZEPA) «Fuentes Carrionas y Fuente Cobre-Montaña Palentina», código: ES4140011.
- Parque natural Montaña Palentina.
- Espacio Natural de Las Tuerces.
- Espacio Natural de Covalagua.
- Laguna de la Nava de Fuentes, Sitio Ramsar.
- Zona del Plan de Recuperación del Oso Pardo en Castilla y León. (Decreto 108/1990, por el que se establece un estatuto de protección del Oso pardo en la Comunidad de Castilla y León y se aprueba el Plan de Recuperación del Oso Pardo).
- Fuentes Carrionas, Área de importancia para aves (IBA) n.º 021.[1] Hábitats inventariados en el anexo I del R. D. 1997/1995, de Espacios naturales. Retamares y matorrales de Genista sp. Bosques galería de Salix alba y Populus alba.
- Tejeda de Tosande
- Pinar natural de Peña Mayor

## Materiales

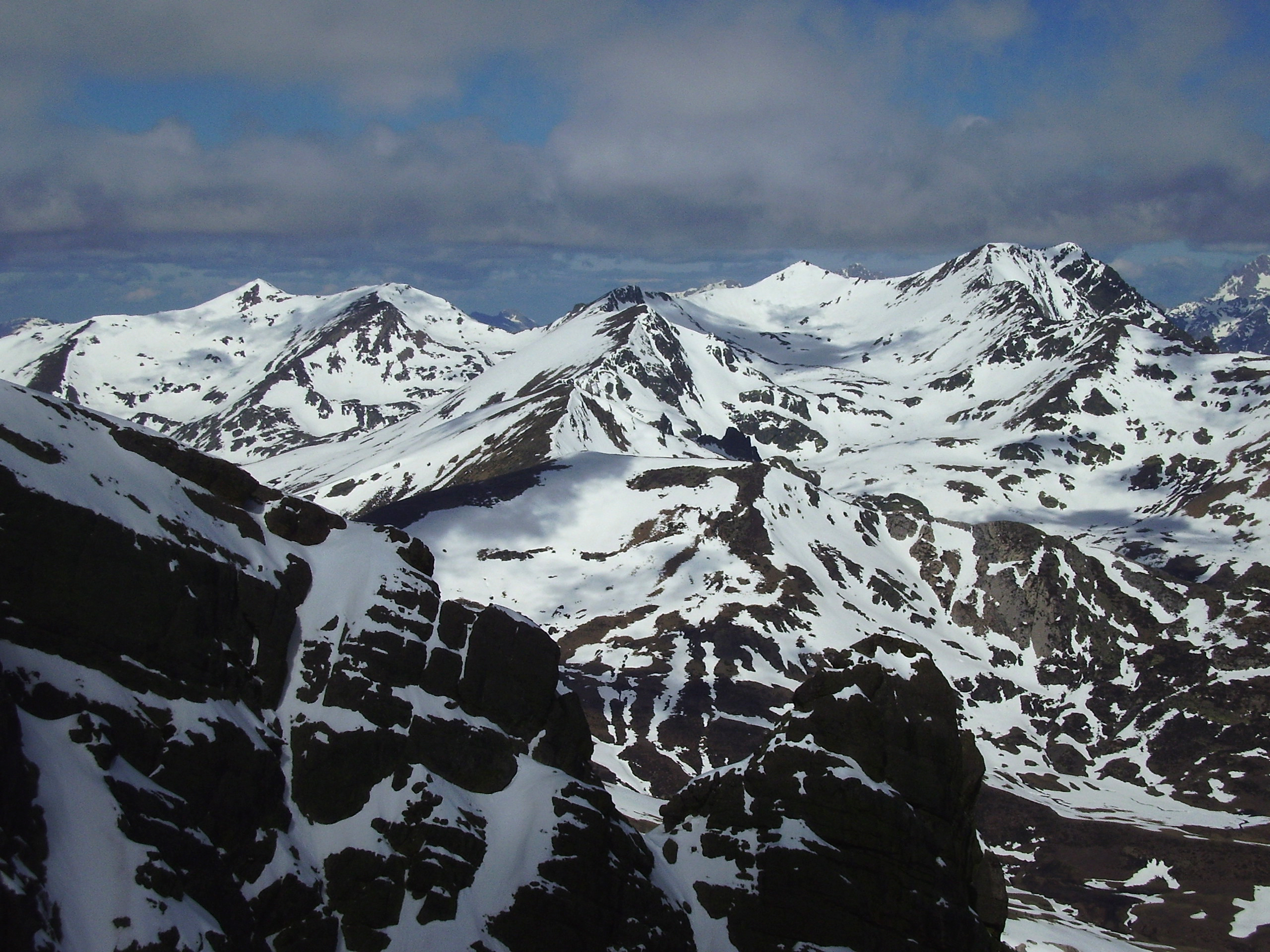
Pico Curavaca (2520 m).

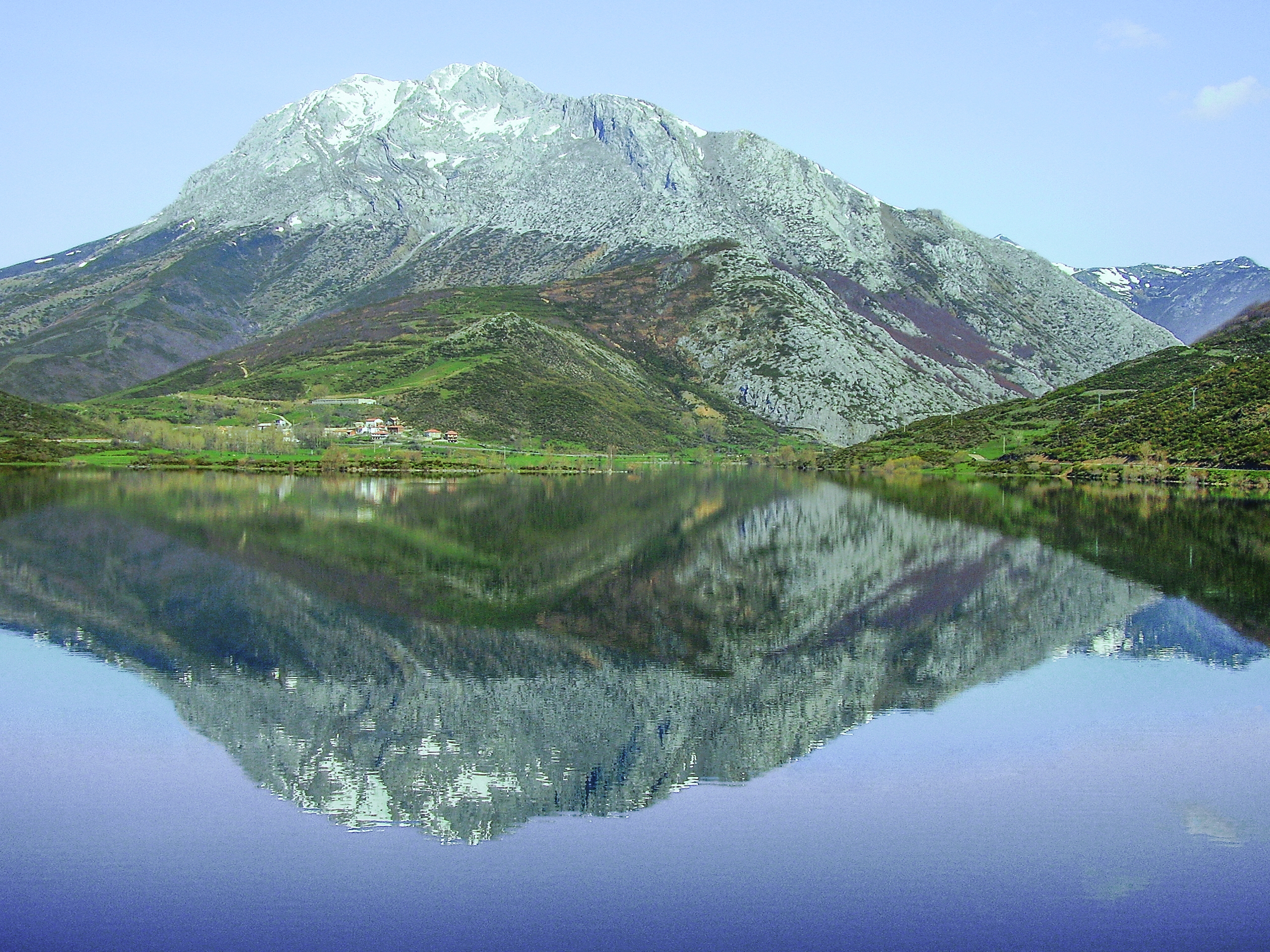
Pico Espigüete.

La provincia de Palencia, presente de Norte a Sur, tres grandes unidades fisiográficas: 
Montaña Palentina, El Páramo Palentino y Tierra de Campos.
La Montaña Palentina corresponde a la vertiente Sur de la cordillera Cantábrica, donde los materiales paleozoicos, fundamentalmente pizarrosos, alternan con los materiales mesozoicos, predominantemente calizos. El conjunto, que fue ampliamente afectado por los movimientos del plegamiento alpino, supera los 2000 m de altura en varios puntos:
Peña Prieta (2536 m), Curavacas (2520 m), Espigüete (2450 m), Peña Labra (2018 m).
Al pie de La Montaña, y separada de ella por un sistema de fracturas, se abre El Páramo Palentino, monótona superficie calcárea que se mantiene a una altitud comprendida entre los 900 y los 750 m, en la que se encajan profundamente los afluentes del Duero, los cuales, al alcanzar el nivel arcilloso de las campiñas, modelan anchos valles. Al Sur del Páramo, se localiza la Tierra de Campos, que es una extensa llanura arcillosa en la que la erosión reciente ha configurado un relieve de colinas suaves que constituyen los interfiuvios. 
En el ángulo Sureste de la provincia, entre el río Pisuerga y el río Esgueva, un conjunto de páramos disecados por los afluentes del Pisuerga constituye la Comarca de los Valles de Cerrato, donde aparecen afloramientos yesíferos. 

### Los minerales
- Existencia de cantos sueltos con cinabrio cristalino y cristalizado en el cauce de un arroyo cerca de Salinas de Pisuerga[2]
- Cerca del pico Valdecebollas, el terreno presenta una coloración rojiza por la presencia de minerales de hierro.
- Extracción de minerales no metálicos ni energéticos (antracita y hulla) en la cuenca minera palentina.

## Energía

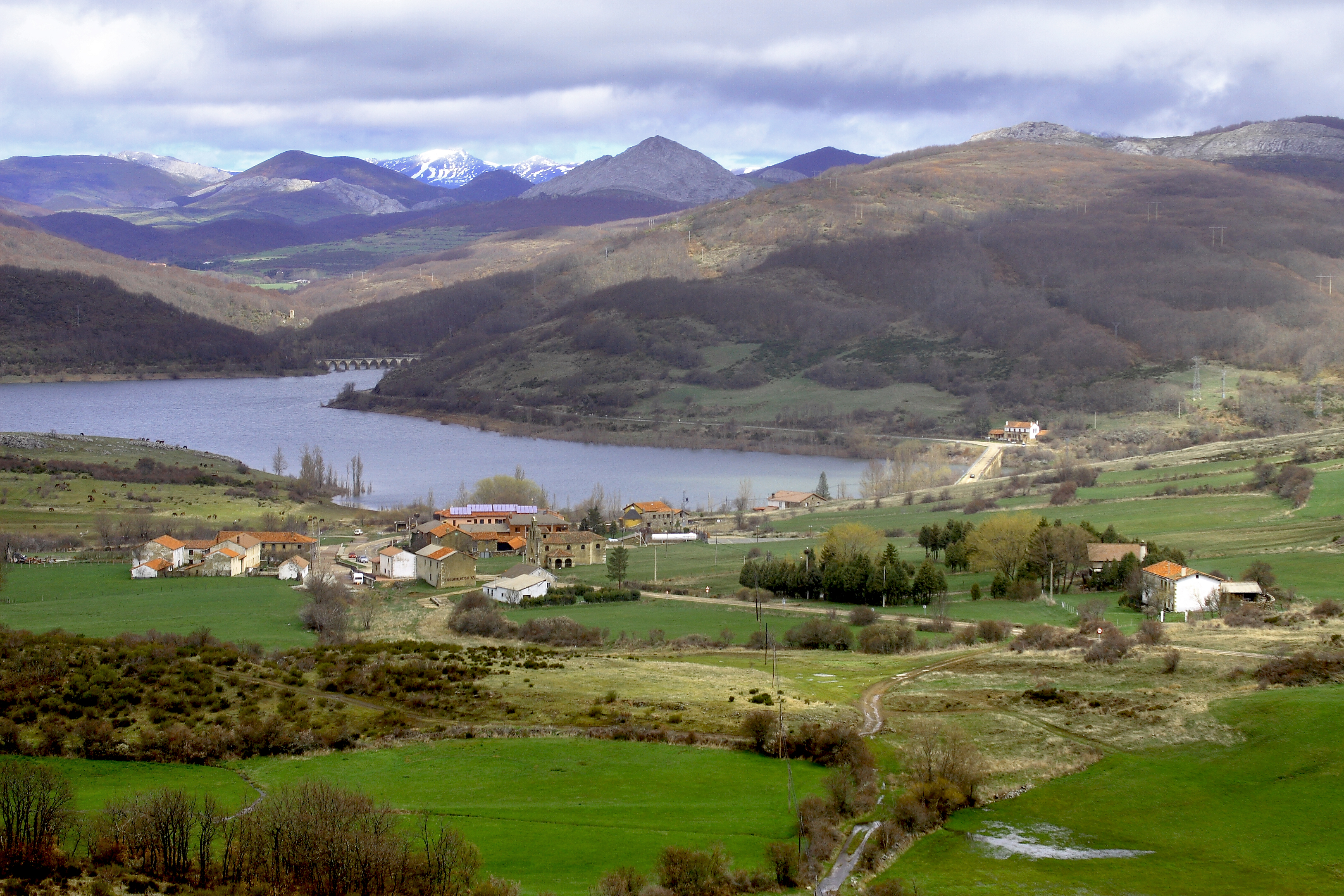
Embalse de Requejada.

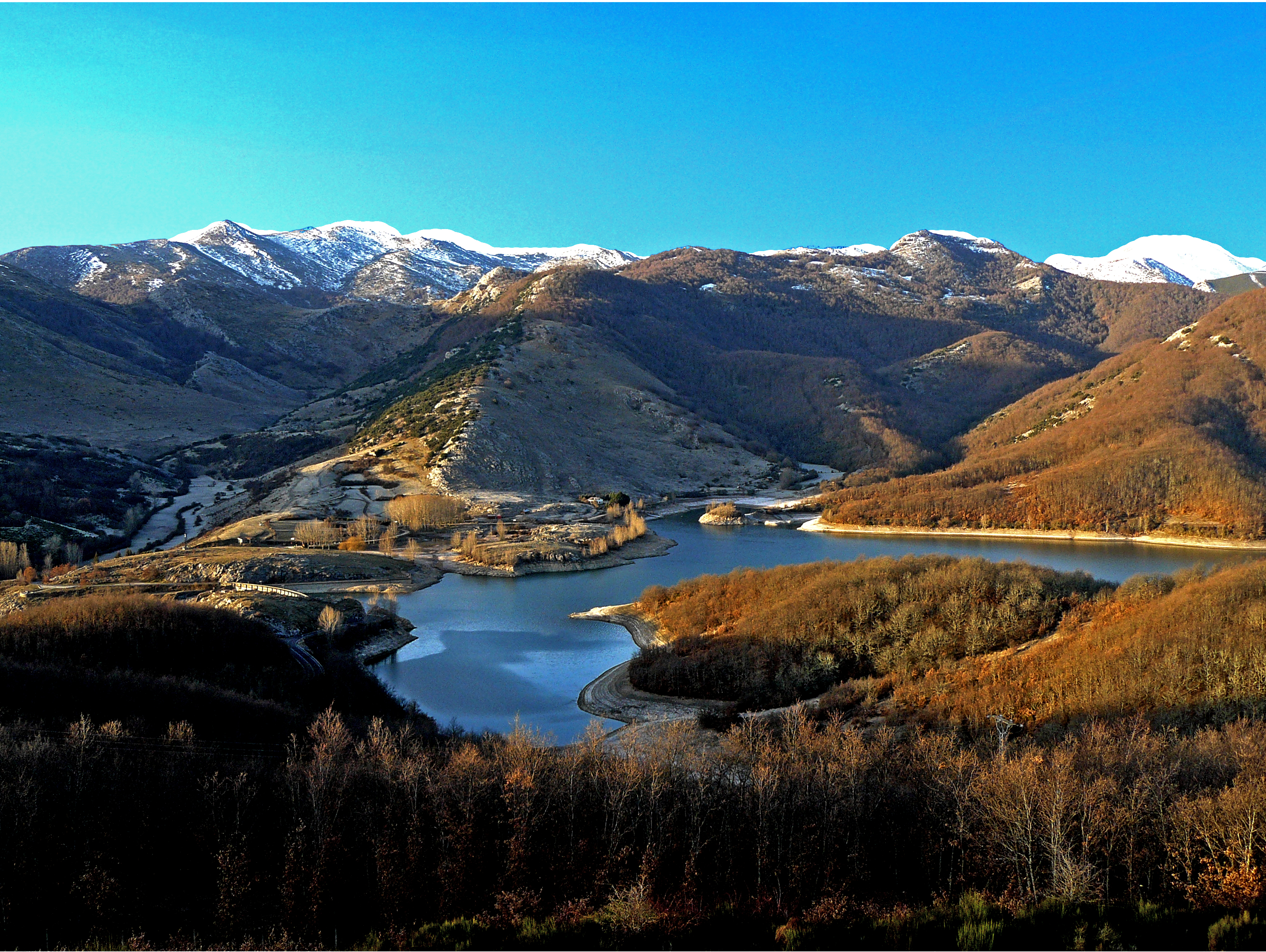
Embalse de Ruesga.

Los recursos hidrocarburíferos, hidroenergéticos, eólicos, solares, geotérmicos y similares.
- Embalse de Cervera:

Producción de energía hidroeléctrica.
- Embalse de Requejada:

Producción de energía hidroeléctrica.
- Embalse de Camporredondo:

Producción de energía hidroeléctrica:
- Fecha de inicio de la explotación: 1932
- Potencia instalada: 11.600 kilovatios
- Energía anual media producible: 24,5 gigavatios/hora
- Pantano de Aguilar:

s/d.
- Embalse de Compuerto:

s/d.

## Atmósfera y el espectro radioeléctrico
La configuración morfológica, con sus contrastes altitudinales, condiciona el patrón climático: 
- en la Montaña Palentina los inviernos presentan una gran rigurosidad y las precipitaciones son relativamente abundantes (más de 1000 mm anuales);
- en El Páramo Palentino, donde los inviernos son asimismo largos y rigurosos, los veranos son más cálidos y menos lluviosos, lo que hace descender la precipitación anual hasta los 600 mm;
- en la Tierra de Campos las temperaturas son más moderadas a lo largo del año y las lluvias más escasas (400-500 mm).